# Hans Plesch
Hans Plesch (* 26. Februar 1905 in Wilhelmshaven; † 17. Mai 1985 in Oldenburg (Oldb)) war ein deutscher SS-Führer und Jurist. Während des Zweiten Weltkrieges war er Polizeipräsident in München.

## Leben
Hans Plesch war der Sohn eines Marinestabsarztes, besuchte das Alte Gymnasium Oldenburg und wurde Mitglied der Camera obscura Oldenburgensis. Nach dem Abitur studierte er ab 1923 an der Ludwig-Maximilians-Universität München und der Julius-Maximilians-Universität Würzburg Rechtswissenschaft. Er wurde im Corps Transrhenania München und im Corps Guestphalia Würzburg aktiv. Als Inaktiver wechselte er an die Georg-August-Universität Göttingen. Das Erste juristische Staatsexamen legte er 1930 ab. Nach dem Rechtsreferendariat in Oldenburg bestand er im Dezember 1932 die Assessorprüfung. Ab Februar 1933 war er als Rechtsanwalt in Oldenburg tätig.
Bereits 1923 war Plesch in die NSDAP eingetreten. Er gehörte während des Parteiverbots 1924 der Ortsgruppe Oldenburg des Völkisch-Sozialen Blocks an. Des Weiteren trat er dem Verband national gesinnter Soldaten bei. Er schloss sich der neugegründeten NSDAP zum 1. Oktober 1930 erneut an (Mitgliedsnummer 347.695) und wurde Anfang Dezember 1930 auch Mitglied der Schutzstaffel (SS-Nummer 4.339). Bei der 24. SS-Standarte in Oldenburg betätigte er sich ab diesem Zeitpunkt nebenamtlich als Rechtsberater und bekleidete dort in den folgenden Jahren unterschiedliche Funktionen. In der Zeit des Nationalsozialismus war er von Mitte Mai 1934 bis Mitte April 1936 hauptamtlich Personalreferent des SS-Oberabschnitts Nord in Hamburg. Anschließend war er bis Anfang Juni 1937 Stabsführer des SS-Abschnitts XVI in Magdeburg. Plesch, der im November 1935 zum SS-Sturmbannführer befördert wurde, beendete Anfang Juni 1937 seine hauptamtliche Tätigkeit bei der SS.
Anschließend war er Betriebsführer der Opel-Generalvertretung in Oldenburg, deren Inhaber sein Schwiegervater Joh. Hinrichs war. Während des Zweiten Weltkrieges wurde er im Februar 1940 zum Heer der Wehrmacht eingezogen. Er nahm am Deutsch-Sowjetischen Krieg teil, zuletzt als Oberleutnant. Plesch erhielt als Leutnant der Reserve und Führer der 12. Kompanie des Infanterie-Regiments 6 am 21. März 1942 das Ritterkreuz des Eisernen Kreuzes. Danach war er im Rang eines SS-Standartenführers beim Polizeipräsidium in Düsseldorf tätig. Dort wurde er im März 1943 zum SS-Oberführer befördert. Ab dem 7. April 1943 war er zunächst kommissarisch und ab dem 12. Oktober 1943 offiziell Polizeipräsident in München. In dieser Funktion war er auch örtlicher Luftschutzführer. Bei der SS wurde er Ende Januar 1944 bis zum SS-Brigadeführer befördert und war ab diesem Zeitpunkt befugt, die Uniform eines Generalmajors der Polizei zu tragen.
Nach Angaben eines Mitgliedes der Münchner Widerstandsgruppe O7 trat ein Angehöriger dieser Widerstandsgruppe vor dem Einmarsch der US-Armee in München vom 25. bis 27. April 1945 mit Plesch in Verbindung und überzeugte ihn davon, die Münchner Polizei nicht zur Verteidigung der Stadt einzusetzen. Plesch selbst verhielt sich passiv und war bereit sich später den Widerstandskämpfern zur Verfügung zu stellen, meldete sich jedoch nicht wie vereinbart bei den Putschisten. Am 30. April 1945 wurde er durch Angehörige der United States Army verhaftet. Über seine Internierung und Entnazifizierung ist nichts bekannt. Plesch war später wieder als Autohändler in Oldenburg tätig. Plesch gab nach Kriegsende an, sich an der Freiheitsaktion Bayern beteiligt zu haben, was jedoch durch keinen Teilnehmer bestätigt wurde.